# Harbin Y-12
Dimensions
Le Harbin Y-12 est un avion de transport léger bimoteur produit par la Harbin Aircraft Manufacturing Corporation (HAMC).

## Développement
Le développement de cet avion a commencé en 1980 et son 1er vol eut lieu le 14 juillet 1982. Il a un profil d'aile supercritique et est équipé de deux turbopropulseurs Pratt & Whitney Canada PT6A.
Depuis son premier vol, plusieurs évolutions sont connues :
- le type Y-12 I, produit à 30 exemplaires, était équipé de PT6A-11 ;
- le type Y-12 II, dont le premier vol eut lieu en août 1984, équipé de moteurs plus puissants PT6A-27, a une charge utile de 5 700 kg, capable d'emport de 17 passagers avec deux membres d'équipage ;
- les variantes Y-12 III, Y-12 IV et Y-12E (90 exemplaires de ce dernier livrés en septembre 2016[2]) avec des capacités d'emport légèrement supérieures.
- une évolution Y-12F élargie et à train rentrant a été annoncée en 2008 : le premier "roll-out" a eu lieu fin 2010 et un premier vol semble avoir eu lieu au cours du premier semestre 2011. La masse maximale au décollage passe de 7,7 t à 8,4 t, la vitesse maximale de 450 km/h à 482 km/h. L’avion peut transporter 19 passagers sur une distance de 1 540 km, au lieu de 18 passagers sur 1 340 km sur les anciennes versions.

## Utilisateurs
Comme transport de troupes (19 soldats), cet avion est toujours utilisé entre autres par la Chine, le Cambodge, l'Érythrée, l'Iran, le Kenya, la Mauritanie, la Mongolie, la Namibie, l'Ouganda (2 en 2012), le Pakistan, le Paraguay, le Pérou, le Sri Lanka, la Tanzanie et la Zambie (5 avions commandés en 2006). Djibouti a reçu 2 appareils le 15 juillet 2016, le Costa-Rica en reçoit 2 en septembre 2016. Le Mali en acquiert 2 en 2017.
Il est également utilisé comme transport civil par des compagnies aériennes de Chine, d'Océanie, de l'Asie du Sud-est et de Mongolie.

### Aéronefs comparables
- Antonov An-28
- CASA C-212 Aviocar
- Dornier 228
- DHC-6 Twin Otter
- IAI Arava
- GAF Nomad
- Skylander SK-105
- Shorts SC.7 Skyvan (en)